# Campionatul Mondial de Handbal Masculin din 2025
Campionatul Mondial de Handbal Masculin din 2025 a fost cea de a XXIX-a ediție a turneului organizat de  Federația Internațională de Handbal. Acesta va fi găzduit de Croația, Danemarca și Norvegia și se va desfășura în perioada 14 ianuarie – 2 februarie 2025.
Danemarca sunt triplii campioni mondiali apărați, care au câștigat edițiile 2019, 2021, și 2023

## Alegerea gazdei
Cinci națiuni și-au exprimat inițial interesul de a găzdui competiția. Anunțarea țărilor gazdă a avut loc la reuniunea Consiliului IHF de la Cairo, Egipt la 28 februarie 2020. Croația, Danemarca și Norvegia au fost alese gazde. Aceasta va fi a doua oară când Croația va găzdui Campionatul Mondial de handbal masculin, a treilea oară pentru Danemarca și prima dată pentru Norvegia.
- Croația/ Danemarca Norvegia
- Elveția
- Ungaria

## Sălile
Turneul va avea loc în 11 orașe (cinci în Croația, două în Danemarca și patru în Norvegia): Zagreb, Split, Varaždin, Poreč, Dubrovnik, Copenhaga, Herning, Trondheim, Stavanger, Drammen și Oslo. Meciul de deschidere și finala se vor desfășura la Oslo.
| Oslo, Norvegia                   | Drammen, Norvegia                    | Trondheim, Norvegia                  | Stavanger, Norvegia                         | Herning, Danemarca                    | Copenhaga, Danemarca           |
| -------------------------------- | ------------------------------------ | ------------------------------------ | ------------------------------------------- | ------------------------------------- | ------------------------------ |
| Telenor Arena Capacitate: 15.000 | New Drammen Arena Capacitate: 12.000 | Trondheim Spektrum Capacitate: 8.960 | Stavanger Idrettshall Capacitate: 8.000     | Jyske Bank Boxen Capacitate: 15.000   | Royal Arena Capacitate: 12.500 |
|                                  |                                      |                                      |                                             |                                       |                                |
| Zagreb, Croația                  | Split, Croația                       | Varaždin, Croația                    | Dubrovnik, Croația                          | Poreč, Croația                        |                                |
| Arena Zagreb Capacitate: 15.200  | Spaladium Arena Capacitate: 11.000   | Varaždin Arena Capacitate: 5.200     | New Dubrovnik Arena Capacitate: 5,000-5,200 | Žatika Sport Centre Capacitate: 3.700 |                                |
|                                  |                                      |                                      |                                             |                                       |                                |

## Turneele de Calificare
Sistemul de calificare va depinde în Continuare de numărul de locuri obligatorii și de performanță ca și pentru Campionatul Mondial 2023. Gazdele Campionatul Mondial vor fi calificate direct, alături de campionii mondial în curs. Deoarece există trei organizatori, toți din Europa se reduce cu două: 2 în loc de implicit 4. Numărul de locuri obligatorii acordate altor confederații continentale se menține neschimbat și se împarte după cum urmează: câte patru locuri pentru Asia și Africa trei locuri Zona America de Sud și Centrală și un loc pentru Zona America de Nord și Caraibe [5] Un loc suplimentar este disponibil pentru Oceania, dar numai atunci când echipa națională a acelei regiuni ocupă locul cinci sau mai sus la Campionatul Asiei. Dacă nicio echipa din Oceania nu se plasează printe primele cinci la Campionatul Asiatic IHF va acorda un wildcard supilmentar. În plus, vor fi 12 locuri de performanța pentru confederațiile continentale, care se bazează pe echipele clasate pe locul 1–12 în Campionatul Mondial precedent. Conform noului sistem de calificare și ținând cont de rezultatele Campionatul Mondial masculin din 2023, cele 32 de locuri sunt repartizate astfel: 
| Repartizarea locurulor (urmând regulile actuale IHF) | Locuri vacante | Detalii   | Comentarii |
| --- | -------------- | --------- | --- |
| Organizatorii | 3              |           | |
| Campion mondial în vigoare | 1              |           | |
| Locuri de spectacole pentru Confederațiile Continentale Bazat pe echipele clasate pe locul 1–12 din Campionatul mondial precedent - Africa - Asia - Europa - America De Nord și Caraibe - America de sud și Centrala - Oceania | 12             | 1 0 11 0  | |
| Locuri obligatorii pentru Confederațiile Continentale - Africa - Asia - Europa - America De Nord și Caraibe - America de sud și Centrala - Oceania                                                                             | 15             | 4 2 1 3 1 | 17 locuri obligatorii reduse cu 2 pentru ca sunt trei organizatori 4 locuri obligatorii reduse cu 2 pentru ca sunt trei organizatori din Europa Loc alocat Oceaniei sau un wild card suplimentar gratuit |
| Wildcard | 1              |           | |
| Total | 32             |           | |

Calificările au avut loc între februarie 2023 și iunie 2024. Campionatele continentale ale fiecărei regiuni au acționat ca calificare la campionatul mondial, deși Europa are și propriul proces de calificare. Cu excepția Belarusului și Rusiei, care sunt interzise din IHF din cauza invaziei ruse a Ucrainei, toate asociațiile membre IHF rămase au fost eligibile pentru calificare. Până acum, 76 de națuni au intrat în campionatele continentale și în calificările europene, care acționează ca calificare la campionatul mondial.
Guineea vor debuta la campionat. Dinte cei repatriați Italia și-a făcut a doua apariție și prima din 1997, Cuba și Kuweit se întorc pentru prima dată de la Campionatul Mondial de Handbal Masculin din 2009, Republica Cehă a câstigat campionatul după zece ani, în timp ce Austria, Japonia și Elveția s-au calificat după ce au ratat în 2023. Statale Unite. au avut apariții consecutive pentru prima dată în 30 ani. Țările de Jos s-a calificat pe merit pentru prima dată.
Iran, Muntenegru, Maroc, Serbia, Coreea de Sud și Uruguay toate nu au reușit să facă această ediție după ce au la Campionatul Mondial din 2023. După ce și-a făcut debutul în 2023, Belgia nu a reușit să se califice. 
| Competiția                                        | Data                      | Locurile disponibile | Calificare |
| ------------------------------------------------- | ------------------------- | -------------------- | --- |
| Țara gazdă                                        | 6 noiembrie 2015          | 3                    | Croația · Danemarca · Norvegia                                                                                              |
| Campionatul Mondial de Handbal Masculin din 2023  | 11–29 ianuarie 2023       | 1                    | — |
| Campionatul European de Handbal Masculin din 2024 | 10–28 ianuarie 2024       | 3                    | Franța · Germania · Suedia                                                                                                  |
| Campionatul African de Handbal Masculin din 2024  | 17–27 ianuarie 2024       | 5                    | Egipt · Algeria · Tunisia · Capul Verde · Guineea                                                                           |
| Campionatul Asiatic de Handbal Masculin din 2024  | 11–25 ianuarie 2024       | 4                    | Qatar · Japonia · Kuweit · Bahrain                                                                                          |
| Campionatul Central și Sud-American din 2024      | 16–20 ianuarie 2024       | 3                    | Argentina · Brazilia · Chile                                                                                                |
| Campionatul Nord-American și Caraibian din 2024   | 6–12 mai 2024             | 1                    | Cuba |
| Meciurile de Baraj europene                       | 1 noiembrie – 12 mai 2024 | 11                   | Austria · Cehia · Ungaria · Polonia · Islanda · Spania · Italia · Portugalia · Macedonia de Nord · Țările de Jos · Slovenia |
| Wildcard                                          | 18 Octombrie 2018         | 1+1                  | Elveția · Statele Unite |

### Wildcard
După ce nicio echipă din Oceania nu a obținut un clasament în Campionatul Asiatic, IHF a acordat două wildcard-uri.
- Elveția
- Statele Unite

Statele Unite au primit primul wildcard pe 18 octombrie 2018, pentru a le pregăti pentru Jocurile Olimpice de vară din 2028 pe care le găzduiesc. În ceea ce privește al doilea wildcard, 12 națuni ar fi aplicat. La 23 mai 2024 Elveția a primit al doilea wildcard de către IHF din mai multe motive: meritul lor sportiv, acoperirea lor comercială proiectul lor și cererea partenerului TV a IHF elvețianul să fie ales. Înainte de selecțialor, antrenorul Elveției, Andy Schmid, a declarat că, după pierderea lor la loviturile de departajare înguste în fața Sloveniei, performanța elveției a meritat un wildcard.

## Echipele calificate
| Țara              | Calificată ca                                                 | Data obținerii calificării | Apariții anterioare în competiție1, 2 |
| ----------------- | ------------------------------------------------------------- | -------------------------- | --- |
| Croația           | Țară-gazdă                                                    | 28 februarie 2020          | 15 (1995, 1997, 1999, 2001, 2003, 2005, 2007, 2009, 2011, 2013, 2015, 2017, 2019, 2021, 2023)                                                                         |
| Danemarca         | Țară-gazdă                                                    | 28 februarie 2020          | 25 (1938, 1954, 1958, 1961, 1964, 1967, 1970, 1974, 1978, 1982, 1986, 1993, 1995, 1999, 2003, 2005, 2007, 2009, 2011, 2013, 2015, 2017, 2019, 2021, 2023)             |
| Norvegia          | Țară-gazdă                                                    | 28 februarie 2020          | 17 (1958, 1961, 1964, 1970, 1993, 1997, 1999, 2001, 2005, 2007, 2009, 2011, 2017, 2019, 2021, 2023)                                                                   |
| Franța            | Primele Trei Echipele Campionatul European din 2024           | 28 ianuarie 2024           | 24 (1954, 1958, 1961, 1964, 1967, 1970, 1978, 1990, 1993, 1995, 1997, 1999, 2001, 2003, 2005, 2007, 2009, 2011, 2013, 2015, 2017, 2019, 2021, 2023)                   |
| Germania          | Semifinalist la Campionatul European din 2024                 | 24 ianuarie 2024           | 27 (1938, 1954, 1958, 1961, 1964, 1967, 1970, 1974, 1978, 1982, 1986, 1990, 1993, 1995, 1999, 2001, 2003, 2005, 2007, 2009, 2011, 2013, 2015, 2017, 2019, 2021, 2023) |
| Suedia            | Semifinalist la Campionatul European din 2024                 | 21 ianuarie 2024           | 26 (1938, 1954, 1958, 1961, 1964, 1967, 1970, 1974, 1978, 1982, 1986, 1990, 1993, 1995, 1997, 1999, 2001, 2003, 2005, 2009, 2011, 2015, 2017, 2019, 2021, 2023)       |
| Brazilia          | primele trei Campionatul Central și Sud-American 2024         | 18 ianuarie 2024           | 16 (1958, 1995, 1997, 1999, 2001, 2003, 2005, 2007, 2009, 2011, 2013, 2015, 2017, 2019, 2021, 2023)                                                                   |
| Argentina         | primele trei Campionatul Central și Sud-American 2024         | 19 ianuarie 2024           | 14 (1997, 1999, 2001, 2003, 2005, 2007, 2009, 2011, 2013, 2015, 2017, 2019, 2021, 2023)                                                                               |
| Chile             | primele trei Campionatul Central și Sud-American 2024         | 19 ianuarie 2024           | 7 (2011, 2013, 2015, 2017, 2019, 2021, 2023) |
| Qatar             | Semifinalist la Campionatul Asiatic din 2024                  | 19 ianuarie 2024           | 9 (2003, 2005, 2005, 2007, 2013, 2015, 2017, 2019, 2021, 2023) |
| Japonia           | Semifinalist la Campionatul Asiatic din 2024                  | 19 ianuarie 2024           | 15 (1961, 1964, 1967, 1970, 1974, 1978, 1982, 1990, 1995, 1997, 2005, 2011, 2017, 2019, 2021)                                                                         |
| Kuweit            | Semifinalist la Campionatul Asiatic din 2024                  | 21 ianuarie 2024           | 8 (1982, 1995, 1999, 2001, 2003, 2005, 2007, 2009) |
| Bahrain           | Semifinalist la Campionatul Asiatic din 2024                  | 21 ianuarie 2024           | 5 (2011, 2017, 2019, 2021, 2023) |
| Egipt             | Top cinci la Campionatul African din 2024                     | 23 ianuraie 2024           | 17 (1964, 1993, 1995, 1997, 1999, 2001, 2003, 2005, 2007, 2009, 2011, 2013, 2015, 2017, 2019, 2021, 2023)                                                             |
| Algeria           | Top cinci la Campionatul African din 2024                     | 23 ianuarie 2024           | 16 (1974, 1982, 1986, 1990, 1995, 1997, 1999, 2001, 2003, 2005, 2009, 2011, 2013, 2015, 2021, 2023)                                                                   |
| Tunisia           | Top cinci la Campionatul African din 2024                     | 23 ianuarie 2024           | 16 (1967, 1995, 1997, 1999, 2001, 2003, 2005, 2007, 2009, 2011, 2013, 2015, 2017, 2019, 2021, 2023)                                                                   |
| Capul Verde       | Top cinci la Campionatul African din 2024                     | 23 ianuarie 2024           | 2 (2021, 2023) |
| Guineea           | Top cinci la Campionatul African din 2024                     | 26 ianuarie 2024           | 0 (Debut) |
| Cuba              | Câștigător al Campionatul Nord-American și Caraibian din 2024 | 12 mai 2024                | 7 (1982, 1986, 1990, 1995, 1997, 1999, 2009) |
| Islanda           | Barajele de calificare europene                               | 11 mai 2024                | 22 (1958, 1961, 1964, 1970, 1974, 1978, 1986, 1990, 1993, 1995, 1997, 2001, 2003, 2005, 2007, 2011, 2013, 2015, 2017, 2019, 2021, 2023)                               |
| Austria           | Barajele de calificare europene                               | 12 mai 2024                | 7 (1938, 1958, 1993, 2011, 2015, 2019, 2021) |
| Cehia             | Barajele de calificare europene                               | 12 mai 2024                | 6 (1995, 1997, 2001, 2005, 2007, 2015) |
| Ungaria           | Barajele de calificare europene                               | 12 mai 2024                | 22 (1958, 1964, 1967, 1970, 1974, 1978, 1982, 1986, 1990, 1993, 1995, 1997, 1999, 2003, 2007, 2009, 2011, 2013, 2017, 2019, 2021, 2023)                               |
| Polonia           | Barajele de calificare europene                               | 12 mai 2024                | 17 (1958, 1967, 1970, 1974, 1978, 1982, 1986, 1990, 2003, 2007, 2009, 2011, 2013, 2015, 2017, 2021, 2023)                                                             |
| Țările de Jos     | Barajele de calificare europene                               | 12 mai 2024                | 2 (1961, 2023) |
| Italia            | Barajele de calificare europene                               | 12 mai 2024                | 1 (1997) |
| Spania            | Barajele de calificare europene                               | 12 mai 2024                | 22 (1958, 1974, 1978, 1982, 1986, 1990, 1993, 1995, 1997, 1999, 2001, 2003, 2005, 2007, 2009, 2011, 2013, 2015, 2017, 2019, 2021, 2023)                               |
| Portugalia        | Barajele de calificare europene                               | 12 mai 2024                | 5 (1997, 2001, 2003, 2021, 2023) |
| Macedonia de Nord | Barajele de calificare europene                               | 12 mai 2024                | 8 (1999, 2009, 2013, 2015, 2017, 2019, 2021, 2023) |
| Slovenia          | Barajele de calificare europene                               | 12 mai 2024                | 10 (1995, 2001, 2003, 2005, 2007, 2013, 2015, 2017, 2021, 2023) |
| Elveția           | Wild card                                                     | 23 mai 2024                | 11 (1954, 1961, 1964, 1967, 1970, 1982, 1986, 1990, 1993, 1995, 2021)                                                                                                 |
| Statele Unite     | Wild card                                                     | 18 octombrie 2018          | 7 (1964, 1970, 1974, 1993, 1995, 2001, 2023) |

1 litere îngroșate indică echipa campioană pentru acel an
2 litere italice indică țara gazdă pentru acel an 

## Tragerea la sorti
Tragerea la sorti s-a desfăușurat pe 29 mai 2024, La Sala de concerte Vatroslav Lisinski. Cei invitați la tragere la sorți au fost portarul croat Dominik Kuzmanović, anterior principal al echipei naționale a Croației Dagur Sigurðsson Jucătorul echipei naționale a norvegiei Alexander Blonz și fost jucător internațional danez, Morten Stig Christensen care au asistat cu toții la tragerea la sorți. 
Înainte de tragere la sorți, cele 32 de echipe finaliste au fost clasate în patru poturi, conform clasamentului celui mai recent Campionatului Mondial și regulilor IHF. Deși. în ceea ce privește echipele europene din poturile 1 și 2, cel Campionatul European din 2024. a decis pozițiile echipelor. În plus, cinci echipe au fost prealocate de cele trei națiuni gazdă în fiecare dintre vacante disponibile: Germania în Grupa A, Austria Grupa C, în Grupa D, Suedia în Grupa F și Slovenia în Grupa G.

### Distribuția în urnele valorice
În urma clasamentului Campionatului Mondial precedent și în conformitate cu regulile IHF.
| Pot 1                                                                            | Pot 2                                                                            | Pot 3                                                                                 | Pot 4                                                                                |
| -------------------------------------------------------------------------------- | -------------------------------------------------------------------------------- | ------------------------------------------------------------------------------------- | ------------------------------------------------------------------------------------ |
| Danemarca · Franța · Suedia · Germania · Ungaria · Slovenia · Portugalia · Egipt | Austria · Norvegia · Islanda · Croația · Țările de Jos · Spania · Italia · Cehia | Polonia · Macedonia de Nord · Qatar · Brazilia · Argentina · Cuba · Japonia · Algeria | Bahrain · Tunisia · Chile · Kuweit · Capul Verde · Guineea · Statele Unite · Elveția |

## Arbitrii
Cele 24 perchi de arbitri au fost anunțate pe 14 noiembrie 2024. Lista a fost actualizată la 2 ianuarie 2025.
| Arbitri               | Arbitri                         |
| --------------------- | ------------------------------- |
| Algeria               | Youcef Belkhiri Sid Ali Hamidi  |
| Argentina             | Julian Grillo Sebastian Lenci   |
| Argentina             | María Paolantoni Mariana Garcia |
| Austria               | Denis Bolic Christoph Hurich    |
| Bosnia și Herțegovina | Amar Konjičanin Dino Konjičanin |
| Croația               | Ante Mikelič Petar Paradina     |
| Cehia                 | Václav Horáček Jiří Novotnÿ     |
| Danemarca             | Mads Hansen Jesper Madsen       |

| Arbitrii          | Arbitrii                         |
| ----------------- | -------------------------------- |
| Franța            | Karim Gasmi Raouf Gasmi          |
| Germania          | Robert Schulze Tobias Tönnies    |
| Ungaria           | Ádám Bíro Olivér Kiss            |
| Iran              | Ahmad Gheisarian Amir Gheisarian |
| Republica Moldova | Alexei Covalciuc Igor Covalciuc  |
| Macedonia de Nord | Slave Nikolov Gjorgi Nachevski   |
| Muntenegru        | Ivan Pavićević Miloš Ražnatović  |
| Norvegia          | Lårs Jørum Håvard Kleven         |

| Arbitri  | Arbitri                         |
| -------- | ------------------------------- |
| România  | Cristina Lovin Simona Stancu    |
| Serbia   | Marko Sekulić Vladimir Jovandić |
| Slovacia | Andrej Budzák Michaal Záhradnik |
| Slovenia | Bojan Lah David Sok             |
| Spania   | Javier Álvarez Yon Bustamante   |
| Spania   | Ignacio Garcia Andreu Garcia    |
| Suedia   | Mirza Kurtagic Mattias Wettewik |
| Uruguay  | Mathias Sosa Cristian Lemes     |

## Grupele preliminare

### Grupa A
| Loc | Echipa   | MJ | V | E | Î | GM | GP | DG  | Pct | Calificare         |
| --- | -------- | -- | - | - | - | -- | -- | --- | --- | ------------------ |
| 1   | Germania | 3  | 3 | 0 | 0 | 95 | 79 | +16 | 6   | Grupele principale |
| 2   | Elveția  | 3  | 1 | 1 | 1 | 76 | 76 | 0   | 3   | Grupele principale |
| 3   | Cehia    | 3  | 0 | 2 | 1 | 58 | 65 | −7  | 2   | Grupele principale |
| 4   | Polonia  | 3  | 0 | 1 | 2 | 75 | 84 | −9  | 1   | Cupa președintelui |

| 15 ianuarie 2025 18:00 | Cehia       | 17–17 | Elveția | Jyske Bank Boxen, Herning Asistență: 2091 Arbitri: Grillo, Lenci |
| 15 ianuarie 2025 18:00 | Mořkovský 5 | (7–8) | Rubin 8 | Jyske Bank Boxen, Herning Asistență: 2091 Arbitri: Grillo, Lenci |
| 15 ianuarie 2025 18:00 | 3×          |       | 2× 1×   | Jyske Bank Boxen, Herning Asistență: 2091 Arbitri: Grillo, Lenci |

| 15 ianuarie 2025 20:30 | Germania  | 35–28   | Polonia     | Jyske Bank Boxen, Herning Asistență: 3552 Arbitri: Nachevski, Nikolov |
| 15 ianuarie 2025 20:30 | Uščins 10 | (15–14) | Pietraski 7 | Jyske Bank Boxen, Herning Asistență: 3552 Arbitri: Nachevski, Nikolov |
| 15 ianuarie 2025 20:30 | 4× 1×     |         | 5× 1×       | Jyske Bank Boxen, Herning Asistență: 3552 Arbitri: Nachevski, Nikolov |

| 17 ianuarie 2025 18:00 | Cehia    | 19–19  | Polonia          | Jyske Bank Boxen, Herning Asistență: 5397 Arbitri: A. Konjičanin, D. Konjičanin |
| 17 ianuarie 2025 18:00 | Hrstka 5 | (12–9) | patri jucători 3 | Jyske Bank Boxen, Herning Asistență: 5397 Arbitri: A. Konjičanin, D. Konjičanin |
| 17 ianuarie 2025 18:00 | 5× 1×    |        | 3× 1×            | Jyske Bank Boxen, Herning Asistență: 5397 Arbitri: A. Konjičanin, D. Konjičanin |

| 17 ianuarie 2025 20:30 | Elveția | 29–31   | Germania        | Jyske Bank Boxen, Herning Asistență: 7386 Arbitri: Mikelič, Paradina |
| 17 ianuarie 2025 20:30 | Rubin 7 | (14–15) | Julian Köster 7 | Jyske Bank Boxen, Herning Asistență: 7386 Arbitri: Mikelič, Paradina |
| 17 ianuarie 2025 20:30 | 2×      |         | 2×              | Jyske Bank Boxen, Herning Asistență: 7386 Arbitri: Mikelič, Paradina |

| 19 ianuarie 2025 15:30 | Polonia    | 28–30   | Elveția         | Jyske Bank Boxen, Herning Asistență: 5683 Arbitri: Pavićević, Ražnatović |
| 19 ianuarie 2025 15:30 | Przytuła 9 | (15–18) | trei jucători 7 | Jyske Bank Boxen, Herning Asistență: 5683 Arbitri: Pavićević, Ražnatović |
| 19 ianuarie 2025 15:30 | 4×         |         | 4× 1×           | Jyske Bank Boxen, Herning Asistență: 5683 Arbitri: Pavićević, Ražnatović |

| 19 ianuarie 2025 18:00 | Germania | 29–22   | Cehia   | Jyske Bank Boxen, Herning Asistență: 7528 Arbitri: Álvarez, Bustamante |
| 19 ianuarie 2025 18:00 | Uščins 8 | (11–11) | Solák 7 | Jyske Bank Boxen, Herning Asistență: 7528 Arbitri: Álvarez, Bustamante |
| 19 ianuarie 2025 18:00 | 4×       |         | 5× 1×   | Jyske Bank Boxen, Herning Asistență: 7528 Arbitri: Álvarez, Bustamante |

### Grupa B
| Loc | Echipa        | MJ | V | E | Î | GM  | GP  | DG  | Pct | Calificare         |
| --- | ------------- | -- | - | - | - | --- | --- | --- | --- | ------------------ |
| 1   | Danemarca (H) | 3  | 3 | 0 | 0 | 118 | 63  | +55 | 6   | Grupele principale |
| 2   | Italia        | 3  | 2 | 0 | 1 | 84  | 87  | −3  | 4   | Grupele principale |
| 3   | Tunisia       | 3  | 1 | 0 | 2 | 72  | 89  | −17 | 2   | Grupele principale |
| 4   | Algeria       | 3  | 0 | 0 | 3 | 70  | 105 | −35 | 0   | Cupa președintelui |

| 14 ianuarie 2025 18:00 | Italia      | 32–25   | Tunisia    | Jyske Bank Boxen, Herning Asistență: 6510 Arbitri: A. Konjičanin, D. Konjičanin |
| 14 ianuarie 2025 18:00 | Prantner 10 | (17–11) | Abdallah 6 | Jyske Bank Boxen, Herning Asistență: 6510 Arbitri: A. Konjičanin, D. Konjičanin |
| 14 ianuarie 2025 18:00 | 2×          |         | 6×         | Jyske Bank Boxen, Herning Asistență: 6510 Arbitri: A. Konjičanin, D. Konjičanin |

| 14 ianuarie 2025 20:30 | Danemarca | 47–22   | Algeria | Jyske Bank Boxen, Herning Asistență: 12397 Arbitri: Mikelič, Paradina |
| 14 ianuarie 2025 20:30 | Gidsel 10 | (20–11) | Abdi 6  | Jyske Bank Boxen, Herning Asistență: 12397 Arbitri: Mikelič, Paradina |
| 14 ianuarie 2025 20:30 | 1×        |         | 4× 1×   | Jyske Bank Boxen, Herning Asistență: 12397 Arbitri: Mikelič, Paradina |

| 16 ianuarie 2025 18:00 | Italia     | 32–23   | Algeria         | Jyske Bank Boxen, Herning Asistență: 8516 Arbitri: Álvarez, Bustamante |
| 16 ianuarie 2025 18:00 | Prantner 7 | (16–11) | Abdi, Berkous 6 | Jyske Bank Boxen, Herning Asistență: 8516 Arbitri: Álvarez, Bustamante |
| 16 ianuarie 2025 18:00 | 2× 1×      |         | 6×              | Jyske Bank Boxen, Herning Asistență: 8516 Arbitri: Álvarez, Bustamante |

| 16 ianuarie 2025 20:30 | Tunisia        | 21–32  | Danemarca | Jyske Bank Boxen, Herning Asistență: 13917 Arbitri: Pavićević, Ražnatović |
| 16 ianuarie 2025 20:30 | Ben Abdallah 5 | (7–17) | Gidsel 9  | Jyske Bank Boxen, Herning Asistență: 13917 Arbitri: Pavićević, Ražnatović |
| 16 ianuarie 2025 20:30 | 2×             |        | 1×        | Jyske Bank Boxen, Herning Asistență: 13917 Arbitri: Pavićević, Ražnatović |

| 18 ianuarie 2023 18:00 | Algeria | 25–26  | Tunisia | Jyske Bank Boxen, Herning Asistență: 10824 Arbitri: Nachevski, Nikolov |
| 18 ianuarie 2023 18:00 | Daoud 6 | (9–13) | Jbeli 6 | Jyske Bank Boxen, Herning Asistență: 10824 Arbitri: Nachevski, Nikolov |
| 18 ianuarie 2023 18:00 | 2× 1×   |        | 4×      | Jyske Bank Boxen, Herning Asistență: 10824 Arbitri: Nachevski, Nikolov |

| 18 ianuarie 2025 20:30 | Danemarca           | 39–20  | Italia   | Jyske Bank Boxen, Herning Asistență: 14297 Arbitri: Grillo, Lenci |
| 18 ianuarie 2025 20:30 | Jakobsen, Pytlick 9 | (18–8) | Bronzo 4 | Jyske Bank Boxen, Herning Asistență: 14297 Arbitri: Grillo, Lenci |
| 18 ianuarie 2025 20:30 | 3× 1×               |        | 3×       | Jyske Bank Boxen, Herning Asistență: 14297 Arbitri: Grillo, Lenci |

### Grupa C
| Loc | Echipa  | MJ | V | E | Î | GM  | GP  | DG  | Pct | Calificare         |
| --- | ------- | -- | - | - | - | --- | --- | --- | --- | ------------------ |
| 1   | Franța  | 3  | 3 | 0 | 0 | 115 | 65  | +50 | 6   | Grupele principale |
| 2   | Austria | 3  | 2 | 0 | 1 | 92  | 87  | +5  | 4   | Grupele principale |
| 3   | Qatar   | 3  | 1 | 0 | 2 | 70  | 87  | −17 | 2   | Grupele principale |
| 4   | Kuweit  | 3  | 0 | 0 | 3 | 67  | 105 | −38 | 0   | Cupa președintelui |

| 14 ianuarie 2025 18:00 | Franța  | 37–19   | Qatar   | Žatika Sport Centre, Poreč Asistență: 2500 Arbitri: Budzák, Záhradník |
| 14 ianuarie 2025 18:00 | Briet 7 | (18–10) | Carol 4 | Žatika Sport Centre, Poreč Asistență: 2500 Arbitri: Budzák, Záhradník |
| 14 ianuarie 2025 18:00 | 2×      |         | 1×      | Žatika Sport Centre, Poreč Asistență: 2500 Arbitri: Budzák, Záhradník |

| 14 ianuarie 2025 20:30 | Austria          | 37–26   | Kuweit          | Žatika Sport Centre, Poreč Asistență: 1507 Arbitri: A. Covalciuc, I. Covalciuc |
| 14 ianuarie 2025 20:30 | patri jucători 5 | (18–16) | trei jucători 7 | Žatika Sport Centre, Poreč Asistență: 1507 Arbitri: A. Covalciuc, I. Covalciuc |
| 14 ianuarie 2025 20:30 | 2×               |         | 5×              | Žatika Sport Centre, Poreč Asistență: 1507 Arbitri: A. Covalciuc, I. Covalciuc |

| 16 ianuarie 2025 18:00 | Kuweit      | 19–43  | Franța  | Žatika Sport Centre, Poreč Asistență: 1042 Arbitri: Paolantoni, Garcia |
| 16 ianuarie 2025 18:00 | Al-Dawani 5 | (8–21) | Remil 6 | Žatika Sport Centre, Poreč Asistență: 1042 Arbitri: Paolantoni, Garcia |
| 16 ianuarie 2025 18:00 | 2×          |        |         | Žatika Sport Centre, Poreč Asistență: 1042 Arbitri: Paolantoni, Garcia |

| 16 ianuarie 2025 20:30 | Austria   | 28–26   | Qatar    | Žatika Sport Centre, Poreč Asistență: 1741 Arbitri: Horáček, Novotný |
| 16 ianuarie 2025 20:30 | Frimmel 9 | (16–14) | Carol 11 | Žatika Sport Centre, Poreč Asistență: 1741 Arbitri: Horáček, Novotný |
| 16 ianuarie 2025 20:30 | 2×        |         | 3× 1×    | Žatika Sport Centre, Poreč Asistență: 1741 Arbitri: Horáček, Novotný |

| 18 ianuarie 2025 18:00 | Franța       | 35–27   | Austria   | Žatika Sport Centre, Poreč Asistență: 3001 Arbitri: Belkhiri, Hamidi |
| 18 ianuarie 2025 18:00 | Briet, Mem 6 | (19–15) | Frimmel 5 | Žatika Sport Centre, Poreč Asistență: 3001 Arbitri: Belkhiri, Hamidi |
| 18 ianuarie 2025 18:00 | 3×           |         | 4×        | Žatika Sport Centre, Poreč Asistență: 3001 Arbitri: Belkhiri, Hamidi |

| 18 ianuarie 2025 20:30 | Qatar      | 25–22  | Kuweit        | Žatika Sport Centre, Poreč Asistență: 2104 Arbitri: Schulze, Tönnies |
| 18 ianuarie 2025 20:30 | Marković 7 | (11–7) | Al-Shammari 8 | Žatika Sport Centre, Poreč Asistență: 2104 Arbitri: Schulze, Tönnies |
| 18 ianuarie 2025 20:30 | 3× 1×      |        | 2×            | Žatika Sport Centre, Poreč Asistență: 2104 Arbitri: Schulze, Tönnies |

### Grupa D
| Loc | Echipa            | MJ | V | E | Î | GM  | GP  | DG  | Pct | Calificare         |
| --- | ----------------- | -- | - | - | - | --- | --- | --- | --- | ------------------ |
| 1   | Ungaria           | 3  | 2 | 1 | 0 | 98  | 77  | +21 | 5   | Grupele principale |
| 2   | Țările de Jos     | 3  | 2 | 0 | 1 | 109 | 91  | +18 | 4   | Grupele principale |
| 3   | Macedonia de Nord | 3  | 1 | 1 | 1 | 88  | 84  | +4  | 3   | Grupele principale |
| 4   | Guineea           | 3  | 0 | 0 | 3 | 61  | 104 | −43 | 0   | Cupa președintelui |

| 15 ianuarie 2025 18:00 | Țările de Jos | 40–23  | Guineea   | Varaždin Arena, Varaždin Asistență: 1500 Arbitri: Sosa, Lemes |
| 15 ianuarie 2025 18:00 | ten Velde 9   | (21–8) | Eponouh 5 | Varaždin Arena, Varaždin Asistență: 1500 Arbitri: Sosa, Lemes |
| 15 ianuarie 2025 18:00 | 4×            |        | 3×        | Varaždin Arena, Varaždin Asistență: 1500 Arbitri: Sosa, Lemes |

| 15 ianuarie 2025 20:30 | Ungaria | 27–27   | Macedonia de Nord | Varaždin Arena, Varaždin Asistență: 4000 Arbitri: Kurtagic, Wetterwik |
| 15 ianuarie 2025 20:30 | Ílic 6  | (14–14) | Kuzmanovski 10    | Varaždin Arena, Varaždin Asistență: 4000 Arbitri: Kurtagic, Wetterwik |
| 15 ianuarie 2025 20:30 | 4× 2×   |         | 3× 1×             | Varaždin Arena, Varaždin Asistență: 4000 Arbitri: Kurtagic, Wetterwik |

| 17 ianuarie 2025 18:00 | Țările de Jos | 37–32   | Macedonia de Nord | Varaždin Arena, Varaždin Asistență: 4000 Arbitri: Hansen, Madsen |
| 17 ianuarie 2025 18:00 | ten Velde 11  | (18–15) | Kuzmanovski 9     | Varaždin Arena, Varaždin Asistență: 4000 Arbitri: Hansen, Madsen |
| 17 ianuarie 2025 18:00 | 6× 1×         |         | 7× 2×             | Varaždin Arena, Varaždin Asistență: 4000 Arbitri: Hansen, Madsen |

| 17 ianuarie 2025 20:30 | Guineea          | 18–35  | Ungaria | Varaždin Arena, Varaždin Asistență: 1000 Arbitri: Ah. Gheisarian, Am. Gheisarian |
| 17 ianuarie 2025 20:30 | patri jucători 3 | (9–20) | Szita 7 | Varaždin Arena, Varaždin Asistență: 1000 Arbitri: Ah. Gheisarian, Am. Gheisarian |
| 17 ianuarie 2025 20:30 | 5×               |        | 1×      | Varaždin Arena, Varaždin Asistență: 1000 Arbitri: Ah. Gheisarian, Am. Gheisarian |

| 19 ianuarie 2025 18:00 | Macedonia de Nord | 29–20   | Guineea   | Varaždin Arena, Varaždin Asistență: 1400 Arbitri: A. Covalciuc, I. Covalciuc |
| 19 ianuarie 2025 18:00 | Kuzmanovski 12    | (14–10) | Corcher 4 | Varaždin Arena, Varaždin Asistență: 1400 Arbitri: A. Covalciuc, I. Covalciuc |
| 19 ianuarie 2025 18:00 | 2×                |         | 3×        | Varaždin Arena, Varaždin Asistență: 1400 Arbitri: A. Covalciuc, I. Covalciuc |

| 19 ianuarie 2025 20:30 | Ungaria         | 26–32   | Țările de Jos | Varaždin Arena, Varaždin Asistență: 4000 Arbitri: Jørum, Kleven |
| 19 ianuarie 2025 20:30 | trei jucători 6 | (19–17) | ten Velde 10  | Varaždin Arena, Varaždin Asistență: 4000 Arbitri: Jørum, Kleven |
| 19 ianuarie 2025 20:30 | 8× 1×           |         | 5× 1×         | Varaždin Arena, Varaždin Asistență: 4000 Arbitri: Jørum, Kleven |

### Grupa E
| Loc | Echipa        | MJ | V | E | Î | GM | GP | DG  | Pct | Calificare         |
| --- | ------------- | -- | - | - | - | -- | -- | --- | --- | ------------------ |
| 1   | Portugalia    | 2  | 2 | 0 | 0 | 60 | 47 | +13 | 4   | Grupele principale |
| 2   | Brazilia      | 2  | 1 | 0 | 1 | 55 | 56 | −1  | 2   | Grupele principale |
| 3   | Norvegia (H)  | 2  | 1 | 0 | 1 | 59 | 46 | +13 | 2   | Grupele principale |
| 4   | Statele Unite | 2  | 0 | 0 | 2 | 38 | 63 | −25 | 0   | Cupa președintelui |

| 15 ianuarie 2025 18:00 | Portugalia       | 30–21   | Statele Unite | Telenor Arena, Oslo Asistență: 3980 Arbitri: Lovin, Stancu |
| 15 ianuarie 2025 18:00 | Costa, Portela 7 | (15–10) | Hoddersen 6   | Telenor Arena, Oslo Asistență: 3980 Arbitri: Lovin, Stancu |
| 15 ianuarie 2025 18:00 | 2× 1×            |         | 3×            | Telenor Arena, Oslo Asistență: 3980 Arbitri: Lovin, Stancu |

| 15 ianuarie 2025 20:30 | Norvegia   | 26–29  | Brazilia  | Telenor Arena, Oslo Asistență: 7917 Arbitri: K. Gasmi R. Gasmi |
| 15 ianuarie 2025 20:30 | Grøndahl 6 | (14–1) | Langaro 8 | Telenor Arena, Oslo Asistență: 7917 Arbitri: K. Gasmi R. Gasmi |
| 15 ianuarie 2025 20:30 | 1×         |        | 6× 2×     | Telenor Arena, Oslo Asistență: 7917 Arbitri: K. Gasmi R. Gasmi |

| 17 ianuarie 2025 18:00 | Portugalia | 30–26   | Brazilia  | Telenor Arena, Oslo Asistență: 5672 Arbitri: Bíro, Kiss |
| 17 ianuarie 2025 18:00 | Costa 9    | (12–15) | Langaro 5 | Telenor Arena, Oslo Asistență: 5672 Arbitri: Bíro, Kiss |
| 17 ianuarie 2025 18:00 | 3×         |         | 4×        | Telenor Arena, Oslo Asistență: 5672 Arbitri: Bíro, Kiss |

| 17 ianuarie 2025 20:30 | Statele Unite | 17–33  | Norvegia | Telenor Arena, Oslo Asistență: 9482 Arbitri: Jovandić, Sekulić |
| 17 ianuarie 2025 20:30 | Strömberg 4   | (7–13) | Lyse 6   | Telenor Arena, Oslo Asistență: 9482 Arbitri: Jovandić, Sekulić |
| 17 ianuarie 2025 20:30 | 2× 1×         |        | 4×       | Telenor Arena, Oslo Asistență: 9482 Arbitri: Jovandić, Sekulić |

| 19 ianuarie 2025 18:00 | Brazilia    | 31–24   | Statele Unite | Telenor Arena, Oslo Asistență: 7827 Arbitri: Bolich, Hurich |
| 19 ianuarie 2025 18:00 | Hackbarth 8 | (10–12) | Strömberg 6   | Telenor Arena, Oslo Asistență: 7827 Arbitri: Bolich, Hurich |
| 19 ianuarie 2025 18:00 | 2×          |         | 4× 1×         | Telenor Arena, Oslo Asistență: 7827 Arbitri: Bolich, Hurich |

| 19 ianuarie 2025 20:30 | Norvegia | 28–31   | Portugalia     | Telenor Arena, Oslo Asistență: 11345 Arbitri: Lah, Sok |
| 19 ianuarie 2025 20:30 | Lyse 9   | (13–14) | Costa, Frade 6 | Telenor Arena, Oslo Asistență: 11345 Arbitri: Lah, Sok |
| 19 ianuarie 2025 20:30 | 1×       |         | 2× 1×          | Telenor Arena, Oslo Asistență: 11345 Arbitri: Lah, Sok |

### Grupa F
| Loc | Echipa | MJ | V | E | Î | GM  | GP  | DG  | Pct | Calificare         |
| --- | ------ | -- | - | - | - | --- | --- | --- | --- | ------------------ |
| 1   | Suedia | 3  | 2 | 1 | 0 | 110 | 80  | +30 | 5   | Grupele principale |
| 2   | Spania | 3  | 2 | 1 | 0 | 99  | 71  | +28 | 5   | Grupele principale |
| 3   | Chile  | 3  | 1 | 0 | 2 | 67  | 109 | −42 | 2   | Grupele principale |
| 4   | Chile  | 3  | 0 | 0 | 3 | 83  | 99  | −16 | 0   | Cupa președintelui |

| 16 ianuarie 2025 18:00 | Spania      | 31–22   | Chile                  | Telenor Arena, Oslo Asistență: 644 Arbitri: Bolic, Hurich |
| 16 ianuarie 2025 18:00 | Fernández 5 | (17–13) | Feutchtmann, Salinas 5 | Telenor Arena, Oslo Asistență: 644 Arbitri: Bolic, Hurich |
| 16 ianuarie 2025 18:00 | 2×          |         | 1×                     | Telenor Arena, Oslo Asistență: 644 Arbitri: Bolic, Hurich |

| 16 ianuarie 2025 20:30 | Suedia     | 39–21   | Japonia         | Telenor Arena, Oslo Asistență: 1685 Arbitri: Lah, Sok |
| 16 ianuarie 2025 20:30 | Karlsson 8 | (17–13) | Yano, Yoshino 4 | Telenor Arena, Oslo Asistență: 1685 Arbitri: Lah, Sok |
| 16 ianuarie 2025 20:30 | 2× 1×      |         | 3× 1×           | Telenor Arena, Oslo Asistență: 1685 Arbitri: Lah, Sok |

| 18 ianuarie 2025 18:00 | Spania   | 39–20   | Japonia  | Telenor Arena, Oslo Asistență: 2880 Arbitri: K. Gasmi, R. Gasmi |
| 18 ianuarie 2025 18:00 | Serdio 7 | (20–11) | Nakata 4 | Telenor Arena, Oslo Asistență: 2880 Arbitri: K. Gasmi, R. Gasmi |
| 18 ianuarie 2025 18:00 | 7× 1×    |         | 4× 2×    | Telenor Arena, Oslo Asistență: 2880 Arbitri: K. Gasmi, R. Gasmi |

| 18 ianuarie 2025 20:30 | Chile        | 30–42   | Suedia    | Telenor Arena, Oslo Asistență: 4256 Arbitri: Lovin, Stanch |
| 18 ianuarie 2025 20:30 | Feuchtmann 7 | (19–20) | Möller 10 | Telenor Arena, Oslo Asistență: 4256 Arbitri: Lovin, Stanch |
| 18 ianuarie 2025 20:30 | 4× 2×        |         | 2× 1×     | Telenor Arena, Oslo Asistență: 4256 Arbitri: Lovin, Stanch |

| 20 ianuarie 2025 18:00 | Japonia  | 26–31   | Chile        | Telenor Arena, Oslo Asistență: 1289 Arbitri: Jovandić, Sekulić |
| 20 ianuarie 2025 18:00 | Nakata 6 | (11–14) | Feuchtmann 9 | Telenor Arena, Oslo Asistență: 1289 Arbitri: Jovandić, Sekulić |
| 20 ianuarie 2025 18:00 | 4× 2×    |         | 2× 1×        | Telenor Arena, Oslo Asistență: 1289 Arbitri: Jovandić, Sekulić |

| 20 ianuarie 2025 20:30 | Suedia      | 29–29   | Spania | Telenor Arena, Oslo Asistență: 2446 Arbitri: Bíro, Kiss |
| 20 ianuarie 2025 20:30 | Lagergren 9 | (16–11) | Solé 7 | Telenor Arena, Oslo Asistență: 2446 Arbitri: Bíro, Kiss |
| 20 ianuarie 2025 20:30 | 3×          |         | 1×     | Telenor Arena, Oslo Asistență: 2446 Arbitri: Bíro, Kiss |

### Grupa G
| Loc | Echipa      | MJ | V | E | Î | GM | GP  | DG  | Pct | Calificare         |
| --- | ----------- | -- | - | - | - | -- | --- | --- | --- | ------------------ |
| 1   | Islanda     | 3  | 3 | 0 | 0 | 97 | 58  | +39 | 6   | Grupele principale |
| 2   | Slovenia    | 3  | 2 | 0 | 1 | 95 | 66  | +29 | 4   | Grupele principale |
| 3   | Capul Verde | 3  | 1 | 0 | 2 | 83 | 98  | −15 | 2   | Grupele principale |
| 4   | Cuba        | 3  | 0 | 0 | 3 | 66 | 119 | −53 | 0   | Cupa președintelui |

| 16 ianuarie 2025 18:00 | Slovenia | 41–19  | Cuba     | Arena Zagreb, Zagreb Asistență: 1200 Arbitri: Belkhiri, Hamidi |
| 16 ianuarie 2025 18:00 | Vlah 8   | (18–9) | García 4 | Arena Zagreb, Zagreb Asistență: 1200 Arbitri: Belkhiri, Hamidi |
| 16 ianuarie 2025 18:00 |          | 3×     |          | Arena Zagreb, Zagreb Asistență: 1200 Arbitri: Belkhiri, Hamidi |

| 16 ianuarie 2025 20:30 | Islanda       | 34–21  | Capul Verde | Arena Zagreb, Zagreb Asistență: 850 Arbitri: A. Covalciuc, I. Covalciuc |
| 16 ianuarie 2025 20:30 | Thorkelsson 8 | (18–8) | Pina 5      | Arena Zagreb, Zagreb Asistență: 850 Arbitri: A. Covalciuc, I. Covalciuc |
| 16 ianuarie 2025 20:30 | 5×            |        | 3× 1×       | Arena Zagreb, Zagreb Asistență: 850 Arbitri: A. Covalciuc, I. Covalciuc |

| 18 ianuarie 2025 18:00 | Capul Verde | 24–36  | Slovenia | Arena Zagreb, Zagreb Asistență: 2150 Arbitri: Lemes, Sosa |
| 18 ianuarie 2025 18:00 | Délcio 6    | (12–8) | Vlah 8   | Arena Zagreb, Zagreb Asistență: 2150 Arbitri: Lemes, Sosa |
| 18 ianuarie 2025 18:00 | 5×          |        | 3× 1×    | Arena Zagreb, Zagreb Asistență: 2150 Arbitri: Lemes, Sosa |

| 18 ianuarie 2025 20:30 | Islanda         | 40–19  | Cuba      | Arena Zagreb, Zagreb Asistență: 1250 Arbitri: Ah. Gheisarian, Am. Gheisarian |
| 18 ianuarie 2025 20:30 | trei jucători 5 | (21–9) | Cordies 5 | Arena Zagreb, Zagreb Asistență: 1250 Arbitri: Ah. Gheisarian, Am. Gheisarian |
| 18 ianuarie 2025 20:30 | 1×              |        | 4× 1×     | Arena Zagreb, Zagreb Asistență: 1250 Arbitri: Ah. Gheisarian, Am. Gheisarian |

| 20 ianuarie 2025 18:00 | Cuba               | 28–38   | Capul Verde | Arena Zagreb, Zagreb Asistență: 650 Arbitri: Budzák, Záhradník |
| 20 ianuarie 2025 18:00 | Cordies, Vázquez 7 | (14–20) | Pereira 8   | Arena Zagreb, Zagreb Asistență: 650 Arbitri: Budzák, Záhradník |
| 20 ianuarie 2025 18:00 | 5×                 |         | 1×          | Arena Zagreb, Zagreb Asistență: 650 Arbitri: Budzák, Záhradník |

| 20 ianuarie 2025 20:30 | Slovenia | 18–23  | Islanda        | Arena Zagreb, Zagreb Asistență: 3400 Arbitri: Marín, García |
| 20 ianuarie 2025 20:30 | Janc 4   | (8–14) | Kristjánsson 7 | Arena Zagreb, Zagreb Asistență: 3400 Arbitri: Marín, García |
| 20 ianuarie 2025 20:30 | 5× 2×    |        | 9× 2×          | Arena Zagreb, Zagreb Asistență: 3400 Arbitri: Marín, García |

### Grupa H
| Loc | Echipa      | MJ | V | E | Î | GM  | GP | DG  | Pct | Calificare         |
| --- | ----------- | -- | - | - | - | --- | -- | --- | --- | ------------------ |
| 1   | Egipt       | 3  | 3 | 0 | 0 | 102 | 73 | +29 | 6   | Grupele principale |
| 2   | Croația (H) | 3  | 2 | 0 | 1 | 93  | 68 | +25 | 4   | Grupele principale |
| 3   | Argentina   | 3  | 1 | 0 | 2 | 69  | 97 | −28 | 2   | Grupele principale |
| 4   | Bahrain     | 3  | 0 | 0 | 3 | 71  | 97 | −26 | 0   | Cupa președintelui |

| 15 ianuarie 2025 18:00 | Egipt   | 39–25   | Argentina     | Arena Zagreb, Zagreb Asistență: 2100 Arbitri: Kleven, Jørum |
| 15 ianuarie 2025 18:00 | Sanad 6 | (21–11) | Moscariello 7 | Arena Zagreb, Zagreb Asistență: 2100 Arbitri: Kleven, Jørum |
| 15 ianuarie 2025 18:00 | 2×      |         | 3×            | Arena Zagreb, Zagreb Asistență: 2100 Arbitri: Kleven, Jørum |

| 15 ianuarie 2025 20:30 | Croația    | 36–22  | Bahrain | Arena Zagreb, Zagreb Asistență: 10500 Arbitri: Schulze, Tönnies |
| 15 ianuarie 2025 20:30 | Šoštarić 8 | (17–9) | Eid 6   | Arena Zagreb, Zagreb Asistență: 10500 Arbitri: Schulze, Tönnies |
| 15 ianuarie 2025 20:30 | 4×         |        | 2×      | Arena Zagreb, Zagreb Asistență: 10500 Arbitri: Schulze, Tönnies |

| 17 ianuarie 2024 18:00 | Bahrain   | 24–35   | Egipt     | Arena Zagreb, Zagreb Asistență: 2150 Arbitri: García, Marín |
| 17 ianuarie 2024 18:00 | Mohamed 8 | (11–16) | Ramadan 5 | Arena Zagreb, Zagreb Asistență: 2150 Arbitri: García, Marín |
| 17 ianuarie 2024 18:00 | 2×        |         | 1×        | Arena Zagreb, Zagreb Asistență: 2150 Arbitri: García, Marín |

| 17 ianuarie 2025 20:30 | Croația         | 33–18  | Argentina  | Arena Zagreb, Zagreb Asistență: 15650 Arbitri: Kurtagic, Wetterwik |
| 17 ianuarie 2025 20:30 | Glavaš, Šipić 5 | (18–7) | Martínez 3 | Arena Zagreb, Zagreb Asistență: 15650 Arbitri: Kurtagic, Wetterwik |
| 17 ianuarie 2025 20:30 | 1× 2×           |        | 3× 1×      | Arena Zagreb, Zagreb Asistență: 15650 Arbitri: Kurtagic, Wetterwik |

| 19 ianuarie 2025 18:00 | Argentina   | 26–25   | Bahrain | Arena Zagreb, Zagreb Asistență: 2750 Arbitri: Hansen, Madsen |
| 19 ianuarie 2025 18:00 | Martínez 10 | (16–11) | Habib 6 | Arena Zagreb, Zagreb Asistență: 2750 Arbitri: Hansen, Madsen |
| 19 ianuarie 2025 18:00 | 2× 1×       |         | 2×      | Arena Zagreb, Zagreb Asistență: 2750 Arbitri: Hansen, Madsen |

| 19 ianuarie 2025 20:30 | Egipt  | 28–24   | Croația      | Arena Zagreb, Zagreb Asistență: 15600 Arbitri: Horáček, Novotný |
| 19 ianuarie 2025 20:30 | Omar 6 | (14–11) | Martinović 6 | Arena Zagreb, Zagreb Asistență: 15600 Arbitri: Horáček, Novotný |
| 19 ianuarie 2025 20:30 | 7× 1×  |         | 2×           | Arena Zagreb, Zagreb Asistență: 15600 Arbitri: Horáček, Novotný |

## Grupele principale

### Grupa I
| Loc | Echipa    | MJ | V | E | Î | GM  | GP  | DG  | Pct | Calificare           |
| --- | --------- | -- | - | - | - | --- | --- | --- | --- | -------------------- |
| 1   | Danemarca | 5  | 5 | 0 | 0 | 178 | 121 | +57 | 10  | Sferturile de finală |
| 2   | Germania  | 5  | 4 | 0 | 1 | 155 | 137 | +18 | 8   | Sferturile de finală |
| 3   | Elveția   | 5  | 2 | 1 | 2 | 144 | 138 | +6  | 5   |                      |
| 4   | Italia    | 5  | 2 | 0 | 3 | 129 | 149 | −20 | 4   |                      |
| 5   | Cehia     | 5  | 1 | 1 | 3 | 111 | 125 | −14 | 3   |                      |
| 6   | Tunisia   | 5  | 0 | 0 | 5 | 117 | 164 | −47 | 0   |                      |

| 21 ianuarie 2025 15:30 | Elveția        | 37–26   | Tunisia  | Jyske Bank Boxen, Herning Asistență: 4040 Arbitri: Mikelič, Paradina |
| 21 ianuarie 2025 15:30 | Maros, Rubin 7 | (20–11) | Jbeli 11 | Jyske Bank Boxen, Herning Asistență: 4040 Arbitri: Mikelič, Paradina |
| 21 ianuarie 2025 15:30 | 5× 1×          |         | 5×       | Jyske Bank Boxen, Herning Asistență: 4040 Arbitri: Mikelič, Paradina |

| 21 ianuarie 2025 18:00 | Cehia   | 18–25  | Italia     | Jyske Bank Boxen, Herning Asistență: 10601 Arbitri: K. Gasmi, R. Gasmi |
| 21 ianuarie 2025 18:00 | Solák 5 | (9–14) | Parasini 5 | Jyske Bank Boxen, Herning Asistență: 10601 Arbitri: K. Gasmi, R. Gasmi |
| 21 ianuarie 2025 18:00 | 2×      |        | 4×         | Jyske Bank Boxen, Herning Asistență: 10601 Arbitri: K. Gasmi, R. Gasmi |

| 21 ianuarie 2025 20:30 | Danemarca | 40–30   | Germania            | Jyske Bank Boxen, Herning Asistență: 14466 Arbitri: Nachevski, Nikolov |
| 21 ianuarie 2025 20:30 | Gidsel 10 | (24–18) | Kastening, Köster 6 | Jyske Bank Boxen, Herning Asistență: 14466 Arbitri: Nachevski, Nikolov |
| 21 ianuarie 2025 20:30 | 2× 1×     |         | 4×                  | Jyske Bank Boxen, Herning Asistență: 14466 Arbitri: Nachevski, Nikolov |

| 23 ianuarie 2025 15:30 | Tunisia    | 26–32   | Cehia       | Jyske Bank Boxen, Herning Asistență: 4121 Arbitri: Lovin, Stancu |
| 23 ianuarie 2025 15:30 | Abdallah 9 | (12–19) | Mořkovský 6 | Jyske Bank Boxen, Herning Asistență: 4121 Arbitri: Lovin, Stancu |
| 23 ianuarie 2025 15:30 | 4× 1×      |         | 8× 1×       | Jyske Bank Boxen, Herning Asistență: 4121 Arbitri: Lovin, Stancu |

| 23 ianuarie 2025 18:00 | Italia     | 27–34   | Germania    | Jyske Bank Boxen, Herning Asistență: 11339 Arbitri: Bíro, Kiss |
| 23 ianuarie 2025 18:00 | Prantner 8 | (13–15) | Kastening 6 | Jyske Bank Boxen, Herning Asistență: 11339 Arbitri: Bíro, Kiss |
| 23 ianuarie 2025 18:00 | 3×         |         | 3× 1×       | Jyske Bank Boxen, Herning Asistență: 11339 Arbitri: Bíro, Kiss |

| 23 ianuarie 2025 20:30 | Danemarca   | 39–28   | Elveția           | Jyske Bank Boxen, Herning Asistență: 14644 Arbitri: Grillo, Lenci |
| 23 ianuarie 2025 20:30 | Andersson 8 | (18–11) | Aellen, Leopold 5 | Jyske Bank Boxen, Herning Asistență: 14644 Arbitri: Grillo, Lenci |
| 23 ianuarie 2025 20:30 | 3×          |         | 3× 1×             | Jyske Bank Boxen, Herning Asistență: 14644 Arbitri: Grillo, Lenci |

| 25 ianuarie 2025 15:30 | Italia     | 25–33  | Elveția | Jyske Bank Boxen, Herning Asistență: 11415 Arbitri: K. Gasmi, R. Gasmi |
| 25 ianuarie 2025 15:30 | Prantner 7 | (9–14) | Rubin 9 | Jyske Bank Boxen, Herning Asistență: 11415 Arbitri: K. Gasmi, R. Gasmi |
| 25 ianuarie 2025 15:30 | 4× 1×      |        | 4× 1×   | Jyske Bank Boxen, Herning Asistență: 11415 Arbitri: K. Gasmi, R. Gasmi |

| 25 ianuarie 2025 18:00 | Cehia   | 22–28   | Danemarca | Jyske Bank Boxen, Herning Asistență: 14773 Arbitri: Jovandić, Sekulić |
| 25 ianuarie 2025 18:00 | Bláha 5 | (10–12) | Gidsel 10 | Jyske Bank Boxen, Herning Asistență: 14773 Arbitri: Jovandić, Sekulić |
| 25 ianuarie 2025 18:00 | 4× 1×   |         | 1×        | Jyske Bank Boxen, Herning Asistență: 14773 Arbitri: Jovandić, Sekulić |

| 25 ianuarie 2025 20:30 | Germania | 31–19  | Tunisia  | Jyske Bank Boxen, Herning Asistență: 6543 Arbitri: Grillo, Lenci |
| 25 ianuarie 2025 20:30 | Grgić 11 | (18–8) | Zariat 4 | Jyske Bank Boxen, Herning Asistență: 6543 Arbitri: Grillo, Lenci |
| 25 ianuarie 2025 20:30 | 1×       |        | 3×       | Jyske Bank Boxen, Herning Asistență: 6543 Arbitri: Grillo, Lenci |

### Grupa II-a
| Loc | Echipa            | MJ | V | E | Î | GM  | GP  | DG  | Pct | Calificare           |
| --- | ----------------- | -- | - | - | - | --- | --- | --- | --- | -------------------- |
| 1   | Franța            | 5  | 5 | 0 | 0 | 176 | 129 | +47 | 10  | Sferturile de finală |
| 2   | Ungaria           | 5  | 3 | 1 | 1 | 151 | 145 | +6  | 7   | Sferturile de finală |
| 3   | Țările de Jos     | 5  | 2 | 1 | 2 | 172 | 177 | −5  | 5   |                      |
| 4   | Macedonia de Nord | 5  | 1 | 2 | 2 | 152 | 159 | −7  | 4   |                      |
| 5   | Austria           | 5  | 1 | 2 | 2 | 147 | 156 | −9  | 4   |                      |
| 6   | Qatar             | 5  | 0 | 0 | 5 | 116 | 142 | −26 | 0   |                      |

| 21 ianuarie 2025 15:30 | Austria   | 29–29   | Macedonia de Nord | Varaždin Arena, Varaždin Asistență: 1000 Arbitri: Horáček, Novotný |
| 21 ianuarie 2025 15:30 | Hutecek 6 | (14–13) | Mitev 6           | Varaždin Arena, Varaždin Asistență: 1000 Arbitri: Horáček, Novotný |
| 21 ianuarie 2025 15:30 | 3×        |         | 1×                | Varaždin Arena, Varaždin Asistență: 1000 Arbitri: Horáček, Novotný |

| 21 ianuarie 2025 18:00 | Qatar    | 37–38   | Țările de Jos | Varaždin Arena, Varaždin Asistență: 1500 Arbitri: Kurtagic, Wetterwik |
| 21 ianuarie 2025 18:00 | Carol 11 | (19–17) | Baijens 9     | Varaždin Arena, Varaždin Asistență: 1500 Arbitri: Kurtagic, Wetterwik |
| 21 ianuarie 2025 18:00 | 5× 2× 1× |         | 2× 1×         | Varaždin Arena, Varaždin Asistență: 1500 Arbitri: Kurtagic, Wetterwik |

| 21 ianuarie 2025 20:30 | Ungaria | 30–37   | Franța | Varaždin Arena, Varaždin Asistență: 1500 Arbitri: Schulze, Tönnies |
| 21 ianuarie 2025 20:30 | Lékai 5 | (15–23) | Mem 6  | Varaždin Arena, Varaždin Asistență: 1500 Arbitri: Schulze, Tönnies |
| 21 ianuarie 2025 20:30 | 5× 1×   |         | 2×     | Varaždin Arena, Varaždin Asistență: 1500 Arbitri: Schulze, Tönnies |

| 23 ianuarie 2025 15:30 | Macedonia de Nord        | 39–34   | Qatar    | Varaždin Arena, Varaždin Asistență: 500 Arbitri: García, Marín |
| 23 ianuarie 2025 15:30 | Kuzmanovski, Peshevski 6 | (21–17) | Carol 12 | Varaždin Arena, Varaždin Asistență: 500 Arbitri: García, Marín |
| 23 ianuarie 2025 15:30 | 6× 1×                    |         | 5× 1×    | Varaždin Arena, Varaždin Asistență: 500 Arbitri: García, Marín |

| 23 ianuarie 2025 18:00 | Țările de Jos | 28–35   | Franța      | Varaždin Arena, Varaždin Asistență: 2000 Arbitri: Álvarez, Bustamante |
| 23 ianuarie 2025 18:00 | Baijens 6     | (13–19) | Richadson 7 | Varaždin Arena, Varaždin Asistență: 2000 Arbitri: Álvarez, Bustamante |
| 23 ianuarie 2025 18:00 | 2× 1×         |         | 4× 1×       | Varaždin Arena, Varaždin Asistență: 2000 Arbitri: Álvarez, Bustamante |

| 23 ianuarie 2025 20:30 | Ungaria             | 29–26   | Austria   | Varaždin Arena, Varaždin Asistență: 2600 Arbitri: Kurtagic, Wetterwik |
| 23 ianuarie 2025 20:30 | Rodríguez Álvarez 8 | (12–13) | Frimmel 6 | Varaždin Arena, Varaždin Asistență: 2600 Arbitri: Kurtagic, Wetterwik |
| 23 ianuarie 2025 20:30 | 3×                  |         | 3× 1×     | Varaždin Arena, Varaždin Asistență: 2600 Arbitri: Kurtagic, Wetterwik |

| 25 ianuarie 2025 15:30 | Țările de Jos | 37–37   | Austria           | Varaždin Arena, Varaždin Asistență: 1000 Arbitri: Madsen, Hansen |
| 25 ianuarie 2025 15:30 | Steins 7      | (19–17) | Frimmel, Wagner 7 | Varaždin Arena, Varaždin Asistență: 1000 Arbitri: Madsen, Hansen |
| 25 ianuarie 2025 15:30 | 1×            |         | 2×                | Varaždin Arena, Varaždin Asistență: 1000 Arbitri: Madsen, Hansen |

| 25 ianuarie 2025 18:00 | Qatar      | 23–29   | Ungaria | Varaždin Arena, Varaždin Asistență: 2200 Arbitri: Horáček, Novotný |
| 25 ianuarie 2025 18:00 | Marković 6 | (12–12) | Imre 9  | Varaždin Arena, Varaždin Asistență: 2200 Arbitri: Horáček, Novotný |
| 25 ianuarie 2025 18:00 | 7×         |         | 3×      | Varaždin Arena, Varaždin Asistență: 2200 Arbitri: Horáček, Novotný |

| 25 ianuarie 2025 20:30 | Franța | 32–25   | Macedonia de Nord | Varaždin Arena, Varaždin Asistență: 2300 Arbitri: Jørum, Kleven |
| 25 ianuarie 2025 20:30 | Mem 8  | (18–14) | Kuzmanovski 8     | Varaždin Arena, Varaždin Asistență: 2300 Arbitri: Jørum, Kleven |
| 25 ianuarie 2025 20:30 | 1×     |         | 4×                | Varaždin Arena, Varaždin Asistență: 2300 Arbitri: Jørum, Kleven |

### Grupa III-a
| Loc | Echipa     | MJ | V | E | Î | GM  | GP  | DG  | Pct | Calificare           |
| --- | ---------- | -- | - | - | - | --- | --- | --- | --- | -------------------- |
| 1   | Portugalia | 5  | 4 | 1 | 0 | 133 | 120 | +13 | 9   | Sferturile de finală |
| 2   | Brazilia   | 5  | 4 | 0 | 1 | 110 | 104 | +6  | 8   | Sferturile de finală |
| 3   | Norvegia   | 5  | 3 | 0 | 2 | 118 | 116 | +2  | 6   |                      |
| 4   | Suedia     | 5  | 1 | 2 | 2 | 132 | 123 | +9  | 4   |                      |
| 5   | Spania     | 5  | 1 | 1 | 3 | 113 | 118 | −5  | 3   |                      |
| 6   | Chile      | 5  | 0 | 0 | 5 | 126 | 140 | −14 | 0   |                      |

| 22 ianuarie 2025 15:30 | Brazilia  | 28–24   | Chile     | Telenor Arena, Oslo Asistență: 857 Arbitri: Pavićević, Ražnatović |
| 22 ianuarie 2025 15:30 | Langaro 8 | (13–10) | Salinas 7 | Telenor Arena, Oslo Asistență: 857 Arbitri: Pavićević, Ražnatović |
| 22 ianuarie 2025 15:30 | 2×        |         | 4× 1×     | Telenor Arena, Oslo Asistență: 857 Arbitri: Pavićević, Ražnatović |

| 22 ianuarie 2025 18:00 | Suedia      | 37–37   | Portugalia | Telenor Arena, Oslo Asistență: 3813 Arbitri: Lah, Sok |
| 22 ianuarie 2025 18:00 | Lagergren 7 | (18–18) | Frade 7    | Telenor Arena, Oslo Asistență: 3813 Arbitri: Lah, Sok |
| 22 ianuarie 2025 18:00 | 2× 1×       |         | 3× 1×      | Telenor Arena, Oslo Asistență: 3813 Arbitri: Lah, Sok |

| 22 ianuarie 2025 20:30 | Norvegia   | 25–24   | Spania         | Telenor Arena, Oslo Asistență: 5508 Arbitri: A. Konjičanin D. Konjičanin |
| 22 ianuarie 2025 20:30 | Grøndahl 7 | (10–13) | Garcialandia 6 | Telenor Arena, Oslo Asistență: 5508 Arbitri: A. Konjičanin D. Konjičanin |
| 22 ianuarie 2025 20:30 | 2×         |         | 2×             | Telenor Arena, Oslo Asistență: 5508 Arbitri: A. Konjičanin D. Konjičanin |

| 24 ianuarie 2025 15:30 | Spania      | 29–35   | Portugalia | Telenor Arena, Oslo Asistență: 2865 Arbitri: Nachevski, Nikolov |
| 24 ianuarie 2025 15:30 | Fernández 6 | (16–15) | Costa 8    | Telenor Arena, Oslo Asistență: 2865 Arbitri: Nachevski, Nikolov |
| 24 ianuarie 2025 15:30 | 6× 1×       |         | 4× 1×      | Telenor Arena, Oslo Asistență: 2865 Arbitri: Nachevski, Nikolov |

| 24 ianuarie 2025 18:00 | Suedia        | 24–27  | Brazilia  | Telenor Arena, Oslo Asistență: 5831 Arbitri: A. Konjičanin, D. Konjičanin |
| 24 ianuarie 2025 18:00 | Carlsbogård 6 | (9–14) | Langaro 4 | Telenor Arena, Oslo Asistență: 5831 Arbitri: A. Konjičanin, D. Konjičanin |
| 24 ianuarie 2025 18:00 | 1×            |        | 3× 1×     | Telenor Arena, Oslo Asistență: 5831 Arbitri: A. Konjičanin, D. Konjičanin |

| 24 ianuarie 2025 20:30 | Chile        | 22–39   | Norvegia | Telenor Arena, Oslo Asistență: 7809 Arbitri: A. Covalciuc, I. Covalciuc |
| 24 ianuarie 2025 20:30 | Feuchtmann 6 | (11–17) | Lien 10  | Telenor Arena, Oslo Asistență: 7809 Arbitri: A. Covalciuc, I. Covalciuc |
| 24 ianuarie 2025 20:30 | 4× 1×        |         | 3×       | Telenor Arena, Oslo Asistență: 7809 Arbitri: A. Covalciuc, I. Covalciuc |

| 26 ianuarie 2025 15:30 | Portugalia | 46–28   | Chile        | Telenor Arena, Oslo Asistență: 1924 Arbitri: A. Konjičanin D. Konjičanin |
| 26 ianuarie 2025 15:30 | Costa 9    | (22–17) | Feuchtmann 8 | Telenor Arena, Oslo Asistență: 1924 Arbitri: A. Konjičanin D. Konjičanin |
| 26 ianuarie 2025 15:30 | 4×         |         | 3× 1×        | Telenor Arena, Oslo Asistență: 1924 Arbitri: A. Konjičanin D. Konjičanin |

| 26 ianuarie 2025 18:00 | Spania   | 25–26   | Brazilia    | Telenor Arena, Oslo Asistență: 4878 Arbitri: Lah, Sok |
| 26 ianuarie 2025 18:00 | Romero 4 | (13–14) | Hackbarth 6 | Telenor Arena, Oslo Asistență: 4878 Arbitri: Lah, Sok |
| 26 ianuarie 2025 18:00 | 2× 1×    |         | 3×          | Telenor Arena, Oslo Asistență: 4878 Arbitri: Lah, Sok |

| 26 ianuarie 2025 20:30 | Norvegia | 29–24   | Suedia      | Telenor Arena, Oslo Asistență: 7844 Arbitri: Pavićević, Ražnatović |
| 26 ianuarie 2025 20:30 | Aar 9    | (16–11) | Johansson 7 | Telenor Arena, Oslo Asistență: 7844 Arbitri: Pavićević, Ražnatović |
| 26 ianuarie 2025 20:30 | 4× 1×    |         | 2×          | Telenor Arena, Oslo Asistență: 7844 Arbitri: Pavićević, Ražnatović |

### Grupa IV-a
| Loc | Echipa      | MJ | V | E | Î | GM  | GP  | DG  | Pct | Calificare           |
| --- | ----------- | -- | - | - | - | --- | --- | --- | --- | -------------------- |
| 1   | Croația     | 5  | 4 | 0 | 1 | 162 | 122 | +40 | 8   | Sferturile de finală |
| 2   | Egipt       | 5  | 4 | 0 | 1 | 148 | 125 | +23 | 8   | Sferturile de finală |
| 3   | Islanda     | 5  | 4 | 0 | 1 | 140 | 116 | +24 | 8   |                      |
| 4   | Slovenia    | 5  | 2 | 0 | 3 | 139 | 125 | +14 | 4   |                      |
| 5   | Argentina   | 6  | 1 | 0 | 5 | 117 | 162 | −45 | 2   |                      |
| 6   | Capul Verde | 4  | 0 | 0 | 4 | 119 | 175 | −56 | 0   |                      |

| 22 ianuarie 2025 15:30 | Slovenia | 34–23  | Argentina        | Arena Zagreb, Zagreb Asistență: 850 Arbitri: Belkhiri, Hamidi |
| 22 ianuarie 2025 15:30 | Kljun 5  | (15–8) | Gull, Martínez 4 | Arena Zagreb, Zagreb Asistență: 850 Arbitri: Belkhiri, Hamidi |
| 22 ianuarie 2025 15:30 | 3×       |        | 5× 1×            | Arena Zagreb, Zagreb Asistență: 850 Arbitri: Belkhiri, Hamidi |

| 22 ianuarie 2025 18:00 | Capul Verde | 24–44   | Croația    | Arena Zagreb, Zagreb Asistență: 8450 Arbitri: Hansen, Madsen |
| 22 ianuarie 2025 18:00 | Pina 9      | (11–24) | Šoštarić 9 | Arena Zagreb, Zagreb Asistență: 8450 Arbitri: Hansen, Madsen |
| 22 ianuarie 2025 18:00 | 1×          |         | 3× 1×      | Arena Zagreb, Zagreb Asistență: 8450 Arbitri: Hansen, Madsen |

| 22 ianuarie 2025 20:30 | Egipt  | 24–27  | Islanda        | Arena Zagreb, Zagreb Asistență: 4350 Arbitri: Schulze, Tönnies |
| 22 ianuarie 2025 20:30 | Zein 8 | (9–13) | Kristjánsson 9 | Arena Zagreb, Zagreb Asistență: 4350 Arbitri: Schulze, Tönnies |
| 22 ianuarie 2025 20:30 | 4× 1×  |        | 2×             | Arena Zagreb, Zagreb Asistență: 4350 Arbitri: Schulze, Tönnies |

| 24 ianuarie 2025 15:30 | Argentina       | 30–26   | Capul Verde | Arena Zagreb, Zagreb Asistență: 450 Arbitri: Kurtagic, Wetterwik |
| 24 ianuarie 2025 15:30 | trei jucători 5 | (14–14) | Pina 10     | Arena Zagreb, Zagreb Asistență: 450 Arbitri: Kurtagic, Wetterwik |
| 24 ianuarie 2025 15:30 | 4× 1×           |         | 2×          | Arena Zagreb, Zagreb Asistență: 450 Arbitri: Kurtagic, Wetterwik |

| 24 ianuarie 2025 18:00 | Egipt      | 26–25   | Slovenia | Arena Zagreb, Zagreb Asistență: 5250 Arbitri: Jørum, Kleven |
| 24 ianuarie 2025 18:00 | El-Deraa 6 | (14–14) | Janc 10  | Arena Zagreb, Zagreb Asistență: 5250 Arbitri: Jørum, Kleven |
| 24 ianuarie 2025 18:00 | 4×         |         | 3× 1×    | Arena Zagreb, Zagreb Asistență: 5250 Arbitri: Jørum, Kleven |

| 24 ianuarie 2025 20:30 | Croația      | 32–26   | Islanda        | Arena Zagreb, Zagreb Asistență: 15600 Arbitri: Marín García |
| 24 ianuarie 2025 20:30 | Martinović 8 | (20–12) | Kristjánnson 5 | Arena Zagreb, Zagreb Asistență: 15600 Arbitri: Marín García |
| 24 ianuarie 2025 20:30 | 1×           |         | 3× 1×          | Arena Zagreb, Zagreb Asistență: 15600 Arbitri: Marín García |

| 26 ianuarie 2025 15:30 | Islanda       | 30–21   | Argentina  | Arena Zagreb, Zagreb Asistență: 1550 Arbitri: Belkhiri, Hamidi |
| 26 ianuarie 2025 15:30 | Ríkharðsson 7 | (15–10) | Martínez 6 | Arena Zagreb, Zagreb Asistență: 1550 Arbitri: Belkhiri, Hamidi |
| 26 ianuarie 2025 15:30 | 4×            |         | 2× 1×      | Arena Zagreb, Zagreb Asistență: 1550 Arbitri: Belkhiri, Hamidi |

| 26 ianuarie 2025 18:00 | Capul Verde | 24–31   | Egipt   | Arena Zagreb, Zagreb Asistență: 1250¹ Arbitri: Álvarez, Bustamante |
| 26 ianuarie 2025 18:00 | Pina 6      | (13–14) | Omar 11 | Arena Zagreb, Zagreb Asistență: 1250¹ Arbitri: Álvarez, Bustamante |
| 26 ianuarie 2025 18:00 | 4×          |         | 2×      | Arena Zagreb, Zagreb Asistență: 1250¹ Arbitri: Álvarez, Bustamante |

| 26 ianuarie 2025 20:30 | Croația         | 29–26   | Slovenia | Arena Zagreb, Zagreb Asistență: 15600 Arbitri: Horáček, Novotný |
| 26 ianuarie 2025 20:30 | trei jucători 5 | (15–15) | Vlah 5   | Arena Zagreb, Zagreb Asistență: 15600 Arbitri: Horáček, Novotný |
| 26 ianuarie 2025 20:30 | 2×              |         | 4×       | Arena Zagreb, Zagreb Asistență: 15600 Arbitri: Horáček, Novotný |

## Cupa președintelui

### Grupa I
| Loc | Echipa  | MJ | V | E | Î | GM  | GP | DG  | Pct | Calificare |
| --- | ------- | -- | - | - | - | --- | -- | --- | --- | ---------- |
| 1   | Polonia | 3  | 3 | 0 | 0 | 120 | 92 | +28 | 6   | Locul 25   |
| 2   | Kuweit  | 3  | 2 | 0 | 1 | 96  | 97 | −1  | 4   | Locul 27   |
| 3   | Algeria | 3  | 1 | 0 | 2 | 95  | 99 | −4  | 2   | Locul 29   |
| 4   | Guineea | 3  | 0 | 0 | 3 | 75  | 98 | −23 | 0   | Locul 31   |

| 21 ianuarie 2025 15:30 | Kuweit      | 26–24   | Guineea | Žatika Sport Centre, Poreč Asistență: 154 Arbitri: García, Paolantoni |
| 21 ianuarie 2025 15:30 | Al-Dawani 8 | (15–11) | Lebon 6 | Žatika Sport Centre, Poreč Asistență: 154 Arbitri: García, Paolantoni |
| 21 ianuarie 2025 15:30 | 2×          |         | 2× 1×   | Žatika Sport Centre, Poreč Asistență: 154 Arbitri: García, Paolantoni |

| 21 ianuarie 2025 18:00 | Polonia       | 38–32   | Algeria         | Žatika Sport Centre, Poreč Asistență: 168 Arbitri: Lemes, Sosa |
| 21 ianuarie 2025 18:00 | Jędraszczyk 8 | (19–14) | Trei jucători 6 | Žatika Sport Centre, Poreč Asistență: 168 Arbitri: Lemes, Sosa |
| 21 ianuarie 2025 18:00 | 2×            |         | 2× 1×           | Žatika Sport Centre, Poreč Asistență: 168 Arbitri: Lemes, Sosa |

| 23 ianuarie 2023 15:30 | Algeria      | 32–23  | Guineea   | Žatika Sport Centre, Poreč Asistență: 72 Arbitri: García, Paolantoni |
| 23 ianuarie 2023 15:30 | Khermouche 7 | (14–9) | Pasquet 5 | Žatika Sport Centre, Poreč Asistență: 72 Arbitri: García, Paolantoni |
| 23 ianuarie 2023 15:30 | 2×           |        | 3×        | Žatika Sport Centre, Poreč Asistență: 72 Arbitri: García, Paolantoni |

| 23 ianuarie 2025 18:00 | Polonia   | 42–32   | Kuweit      | Žatika Sport Centre, Poreč Asistență: 125 Arbitri: Ah. Gheisarian, Am. Gheisarian |
| 23 ianuarie 2025 18:00 | Paterek 9 | (21–15) | Al-Dawani 8 | Žatika Sport Centre, Poreč Asistență: 125 Arbitri: Ah. Gheisarian, Am. Gheisarian |
| 23 ianuarie 2025 18:00 | 4× 1×     |         | 3×          | Žatika Sport Centre, Poreč Asistență: 125 Arbitri: Ah. Gheisarian, Am. Gheisarian |

| 25 ianuarie 2025 15:30 | Algeria  | 31–38   | Kuweit       | Žatika Sport Centre, Poreč Asistență: 234 Arbitri: Lemes, Sosa |
| 25 ianuarie 2025 15:30 | Saker 10 | (14–18) | Al-Dawani 13 | Žatika Sport Centre, Poreč Asistență: 234 Arbitri: Lemes, Sosa |
| 25 ianuarie 2025 15:30 | 3× 1×    |         | 3× 1×        | Žatika Sport Centre, Poreč Asistență: 234 Arbitri: Lemes, Sosa |

| 25 ianuarie 2025 18:00 | Guineea   | 28–40   | Polonia       | Žatika Sport Centre, Poreč Asistență: 356 Arbitri: Bolic, Hurich |
| 25 ianuarie 2025 18:00 | Pasquet 8 | (13–21) | Czapliński 13 | Žatika Sport Centre, Poreč Asistență: 356 Arbitri: Bolic, Hurich |
| 25 ianuarie 2025 18:00 | 1×        |         | 4×            | Žatika Sport Centre, Poreč Asistență: 356 Arbitri: Bolic, Hurich |

### Grupa II-a
| Loc | Echipa        | MJ | V | E | Î | GM | GP | DG  | Pct | Calificare |
| --- | ------------- | -- | - | - | - | -- | -- | --- | --- | ---------- |
| 1   | Statele Unite | 3  | 3 | 0 | 0 | 84 | 79 | +5  | 6   | Locul 25   |
| 2   | Japonia       | 3  | 2 | 0 | 1 | 88 | 77 | +11 | 4   | Locul 27   |
| 3   | Bahrain       | 3  | 1 | 0 | 2 | 94 | 87 | +7  | 2   | Locul 29   |
| 4   | Cuba          | 3  | 0 | 0 | 3 | 75 | 98 | −23 | 0   | Locul 31   |

| 22 ianuarie 2025 15:30 | Cuba            | 26–39   | Bahrain      | Žatika Sport Centre, Poreč Asistență: 88 Arbitri: Ah. Gheisarian, Am. Gheisarian |
| 22 ianuarie 2025 15:30 | trei jucători 4 | (12–19) | Al-Zaimoor 6 | Žatika Sport Centre, Poreč Asistență: 88 Arbitri: Ah. Gheisarian, Am. Gheisarian |
| 22 ianuarie 2025 15:30 | 3×              |         | 2×           | Žatika Sport Centre, Poreč Asistență: 88 Arbitri: Ah. Gheisarian, Am. Gheisarian |

| 22 ianuarie 2025 18:00 | Statele Unite        | 27–25   | Japonia   | Žatika Sport Centre, Poreč Asistență: 104 Arbitri: Bolic, Hurich |
| 22 ianuarie 2025 18:00 | Corning, Hoddersen 7 | (15–13) | Yoshino 8 | Žatika Sport Centre, Poreč Asistență: 104 Arbitri: Bolic, Hurich |
| 22 ianuarie 2025 18:00 | 3×                   |         | 3×        | Žatika Sport Centre, Poreč Asistență: 104 Arbitri: Bolic, Hurich |

| 24 ianuarie 2024 15:30 | Japonia   | 31–27   | Bahrain   | Žatika Sport Centre, Poreč Asistență: 150 Arbitri: Mikelić, Paradina |
| 24 ianuarie 2024 15:30 | Yoshino 6 | (13–13) | Mohamed 6 | Žatika Sport Centre, Poreč Asistență: 150 Arbitri: Mikelić, Paradina |
| 24 ianuarie 2024 15:30 | 3× 1×     |         | 3×        | Žatika Sport Centre, Poreč Asistență: 150 Arbitri: Mikelić, Paradina |

| 24 ianuarie 2025 18:00 | Statele Unite | 27–26   | Cuba     | Žatika Sport Centre, Poreč Asistență: 211 Arbitri: Sosa, Lemes |
| 24 ianuarie 2025 18:00 | Hoddersen 7   | (14–15) | García 8 | Žatika Sport Centre, Poreč Asistență: 211 Arbitri: Sosa, Lemes |
| 24 ianuarie 2025 18:00 | 3× 1×         |         | 7×       | Žatika Sport Centre, Poreč Asistență: 211 Arbitri: Sosa, Lemes |

| 26 ianuarie 2025 15:30 | Japonia | 32–23   | Cuba        | Žatika Sport Centre, Poreč Asistență: 210 Arbitri: Ah. Gheisarian, Am. Gheisarian |
| 26 ianuarie 2025 15:30 | Arase 7 | (14–11) | Rodríguez 8 | Žatika Sport Centre, Poreč Asistență: 210 Arbitri: Ah. Gheisarian, Am. Gheisarian |
| 26 ianuarie 2025 15:30 | 4×      |         | 3×          | Žatika Sport Centre, Poreč Asistență: 210 Arbitri: Ah. Gheisarian, Am. Gheisarian |

| 26 ianuarie 2025 18:00 | Bahrain  | 28–30   | Statele Unite | Žatika Sport Centre, Poreč Asistență: 317 Arbitri: García, Paolantoni |
| 26 ianuarie 2025 18:00 | Qambar 8 | (14–15) | Hoddersen 7   | Žatika Sport Centre, Poreč Asistență: 317 Arbitri: García, Paolantoni |
| 26 ianuarie 2025 18:00 | 4× 1×    |         | 2×            | Žatika Sport Centre, Poreč Asistență: 317 Arbitri: García, Paolantoni |

### Meciul pentru locul 31
| 28 ianuarie 2025 13:00 | Guineea           | 33–31 (Prel.) | Cuba         | Žatika Sport Centre, Poreč Asistență: 91 Arbitri: Bolic, Hurich |
| 28 ianuarie 2025 13:00 | Lebon 8           | (16–16)       | Rodríguez 10 | Žatika Sport Centre, Poreč Asistență: 91 Arbitri: Bolic, Hurich |
| 28 ianuarie 2025 13:00 | 2×                |               | 1×           | Žatika Sport Centre, Poreč Asistență: 91 Arbitri: Bolic, Hurich |
| 28 ianuarie 2025 13:00 | FT: 28–28 7m: 5–3 |               |              | Žatika Sport Centre, Poreč Asistență: 91 Arbitri: Bolic, Hurich |

### Meciul pentru locul 29
| 28 ianuarie 2025 15:30 | Algeria         | 26–29   | Bahrain   | Žatika Sports Centre, Poreč Asistență: 110 Arbitri: Lemes, Sosa |
| 28 ianuarie 2025 15:30 | trei jucători 4 | (18–17) | Mohamed 9 | Žatika Sports Centre, Poreč Asistență: 110 Arbitri: Lemes, Sosa |
| 28 ianuarie 2025 15:30 | 1×              |         | 1×        | Žatika Sports Centre, Poreč Asistență: 110 Arbitri: Lemes, Sosa |

### Meciul pentru locul 27
| 28 ianuarie 2025 18:00 | Kuweit      | 37–32   | Japonia             | Žatika Sport Centre, Poreč Asistență: 65 Arbitri: Paolantoni, Garcia |
| 28 ianuarie 2025 18:00 | Al-Dawani 8 | (17–16) | Fujisaka, Yoshino 6 | Žatika Sport Centre, Poreč Asistență: 65 Arbitri: Paolantoni, Garcia |
| 28 ianuarie 2025 18:00 | 2× 1×       |         | 1×                  | Žatika Sport Centre, Poreč Asistență: 65 Arbitri: Paolantoni, Garcia |

### Meciul pentru locul 25
| 28 ianuarie 2025 20:30 | Polonia           | 24–22 (Prel.) | Statele Unite | Žatika Sport Centre, Poreč Asistență: 120 Arbitri: Belkhiri, Hamidi |
| 28 ianuarie 2025 20:30 | Jędraszczyk 4     | (11–13)       | Fofana 5      | Žatika Sport Centre, Poreč Asistență: 120 Arbitri: Belkhiri, Hamidi |
| 28 ianuarie 2025 20:30 | 1×                |               | 3×            | Žatika Sport Centre, Poreč Asistență: 120 Arbitri: Belkhiri, Hamidi |
| 28 ianuarie 2025 20:30 | FT: 21–21 7m: 3–1 |               |               | Žatika Sport Centre, Poreč Asistență: 120 Arbitri: Belkhiri, Hamidi |

## Fazele eliminatorii

### Tablou
|  | Sferturi de finală | Sferturi de finală |             |    | Semifinale | Semifinale |  |  | Finala | Finala |
|  |                    |                    |             |    |            |            |  |  |        |        |
|  | 28 ianuarie        |                    |             |    |            |            |  |  |        |        |
|  |                    |                    |             |    |            |            |  |  |        |        |
|  | Franța             | 34                 |             |    |            |            |  |  |        |        |
|  | Franța             | 34                 | 30 ianuarie |    |            |            |  |  |        |        |
|  | Egipt              | 44                 |             |    |            |            |  |  |        |        |
|  | Egipt              | 44                 | Franța      | 28 |            |            |  |  |        |        |
|  | 28 ianuarie        |                    | Franța      | 28 |            |            |  |  |        |        |
|  |                    | Croația            | 31          |    |            |            |  |  |        |        |
|  | Croația            | Croația            | 31          | 31 |            |            |  |  |        |        |
|  | Croația            |                    | 2 februarie | 31 |            |            |  |  |        |        |
|  | Ungaria            | 30                 |             |    |            |            |  |  |        |        |
|  | Ungaria            | 30                 | Croația     | 26 |            |            |  |  |        |        |
|  | 29 ianuarie        |                    | Croația     | 26 |            |            |  |  |        |        |
|  |                    | Danemarca          | 32          |    |            |            |  |  |        |        |
|  | Danemarca          | Danemarca          | 32          | 33 |            |            |  |  |        |        |
|  | Danemarca          | 31 ianuarie        |             | 33 |            |            |  |  |        |        |
|  | Brazilia           | 21                 |             |    |            |            |  |  |        |        |
|  | Brazilia           | 21                 | Danemarca   | 40 |            |            |  |  |        |        |
|  | 29 ianuarie        |                    | Danemarca   | 40 |            |            |  |  |        |        |
|  |                    | Portugalia         | 27          |    | Semifinale | Semifinale |  |  |        |        |
|  | Portugalia         | Portugalia         | 27          | 31 | Semifinale | Semifinale |  |  |        |        |
|  | Portugalia         |                    | 2 februarie | 31 |            |            |  |  |        |        |
|  | Germania           | 30                 |             |    |            |            |  |  |        |        |
|  | Germania           | 30                 | Franța      | 35 |            |            |  |  |        |        |
|  |                    |                    |             |    |            |            |  |  |        |        |
|  | Portugalia         | 34                 |             |    |            |            |  |  |        |        |
|  | Portugalia         | 34                 |             |    |            |            |  |  |        |        |

### Sferturile de finală
| 28 ianuarie 2025 18:00 | Croația  | 31–30   | Ungaria | Arena Zagreb, Zagreb Asistență: 15600 Arbitri: García, Marín |
| 28 ianuarie 2025 18:00 | Glavaš 6 | (16–16) | Ilić 8  | Arena Zagreb, Zagreb Asistență: 15600 Arbitri: García, Marín |
| 28 ianuarie 2025 18:00 | 5× 2×    |         | 2× 1×   | Arena Zagreb, Zagreb Asistență: 15600 Arbitri: García, Marín |

| 28 ianuarie 2025 21:00 | Franța        | 34–33   | Egipt    | Arena Zagreb, Zagreb Asistență: 5850 Arbitri: Nachevski, Nikolov |
| 28 ianuarie 2025 21:00 | Remili, Mem 6 | (18–14) | Hesham 8 | Arena Zagreb, Zagreb Asistență: 5850 Arbitri: Nachevski, Nikolov |
| 28 ianuarie 2025 21:00 | 3× 1×         |         | 2×       | Arena Zagreb, Zagreb Asistență: 5850 Arbitri: Nachevski, Nikolov |

| 29 ianuarie 2025 17:30 | Danemarca       | 33–21   | Brazilia   | Telenor Arena, Arena Asistență: 5922 Arbitri: Bíro, Kiss |
| 29 ianuarie 2025 17:30 | Trei jucători 6 | (15–12) | Carvalho 7 | Telenor Arena, Arena Asistență: 5922 Arbitri: Bíro, Kiss |
| 29 ianuarie 2025 17:30 | 3×              |         | 5× 1×      | Telenor Arena, Arena Asistență: 5922 Arbitri: Bíro, Kiss |

| 29 ianuarie 2025 20:30 | Portugalia           | 31–30 (Prel.) | Germania | Telenor Arena, Arena Asistență: 7475 Arbitri: Jørum, Kleven |
| 29 ianuarie 2025 20:30 | Costa 8              | (13–9)        | Zerbe 9  | Telenor Arena, Arena Asistență: 7475 Arbitri: Jørum, Kleven |
| 29 ianuarie 2025 20:30 | 4× 1×                |               | 5× 1×    | Telenor Arena, Arena Asistență: 7475 Arbitri: Jørum, Kleven |
| 29 ianuarie 2025 20:30 | FT: 26–26 Prel.: 5–4 |               |          | Telenor Arena, Arena Asistență: 7475 Arbitri: Jørum, Kleven |

### Semifinale
| 30 ianuarie 2024 21:00 | Franța | 28–31   | Croația         | Arena Zagreb, Zagreb Asistență: 15600 Arbitri: Schulze, Tönnies |
| 30 ianuarie 2024 21:00 | Mem 8  | (11–18) | Jelinić, Srna 9 | Arena Zagreb, Zagreb Asistență: 15600 Arbitri: Schulze, Tönnies |
| 30 ianuarie 2024 21:00 | 4× 1×  |         | 4× 2×           | Arena Zagreb, Zagreb Asistență: 15600 Arbitri: Schulze, Tönnies |

| 31 ianuarie 2024 20:30 | Danemarca | 40–27   | Portugalia | Telenor Arena, Oslo Asistență: 8448 Arbitri: Lah, Sok |
| 31 ianuarie 2024 20:30 | Gidsel 9  | (20–16) | Areia 5    | Telenor Arena, Oslo Asistență: 8448 Arbitri: Lah, Sok |
| 31 ianuarie 2024 20:30 | 4×        |         | 4×         | Telenor Arena, Oslo Asistență: 8448 Arbitri: Lah, Sok |

### Finala mică
| 2 februarie 2024 15:00 | Franța   | 35–34   | Portugalia | Telenor Arena, Oslo Asistență: 10928 Arbitri: Nachevski, Nikolov |
| 2 februarie 2024 15:00 | Minne 10 | (16–17) | Costa 8    | Telenor Arena, Oslo Asistență: 10928 Arbitri: Nachevski, Nikolov |
| 2 februarie 2024 15:00 | 2× 1×    |         | 2×         | Telenor Arena, Oslo Asistență: 10928 Arbitri: Nachevski, Nikolov |

### Finala
| 2 februarie 2025 18:00 | Croația      | 26–32   | Danemarca | Telenor Arena, Oslo Asistență: 13384 Arbitri: García, Marín |
| 2 februarie 2025 18:00 | Martinović 6 | (12–16) | Gidsel 10 | Telenor Arena, Oslo Asistență: 13384 Arbitri: García, Marín |
| 2 februarie 2025 18:00 | 7× 2×        |         | 4× 1×     | Telenor Arena, Oslo Asistență: 13384 Arbitri: García, Marín |

## Clasamentul final
Locurile de la 1 la 4 și de la 25 la 32 vor fi descise ca urmare a play-off-ului sau a fazelor eliminatorii. Echipele învinse în sferturile de finală se vor clasa pe locurile 5-8, în funcție de locurile din grupele principale, de punctele obținute și de diferența de goluri. Echipele clasate pe locul 3 in fiecare din grupele principale se vor clasa pe locurile 17-20. Echipele clasate pe locul 6 în flecare din grupele principale se vor clasa pe locul locurile 21-24. în caz de egalitate de puncte, se va lua în calcul diferența de goluri din grupele principale, apol numărul de goluri marcate. Dacă echipele rămăn în continuare la egalitate, numărul de puncte câștigate în grupele preliminare va fi următorul criteriu de departajare, urmat de diferența de goluri, și apul de numărul de goluri marcate în grupele preliminare.
| Loc | Echipă            |
| --- | ----------------- |
| 1   | Danemarca         |
| 2   | Croația           |
| 3   | Franța            |
| 4   | Portugalia        |
| 5   | Egipt             |
| 6   | Germania          |
| 7   | Brazilia          |
| 8   | Ungaria           |
| 9   | Islanda           |
| 10  | Norvegia          |
| 11  | Suedia            |
| 12  | Țările de Jos     |
| 13  | Slovenia          |
| 14  | Suedia            |
| 15  | Macedonia de Nord |
| 16  | Italia            |
| 17  | Austria           |
| 18  | Spania            |
| 19  | Chile             |
| 20  | Argentina         |
| 21  | Qatar             |
| 22  | Tunisia           |
| 23  | Capul Verde       |
| 24  | Chile             |
| 25  | Polonia           |
| 26  | Statele Unite     |
| 27  | Kuweit            |
| 28  | Japonia           |
| 29  | Bahrain           |
| 30  | Algeria           |
| 31  | Guineea           |
| 32  | Cuba              |

|  | Calificată la Campionatul Mondial din 2027 |